# Przysowy (Jedwabno)
Przysowy (deutsch Omulefmühle) ist ein untergegangener Ort in der polnischen Woiwodschaft Ermland-Masuren. Seine Ortsstelle liegt im Gebiet der Landgemeinde Jedwabno (1938 bis 1945 Gedwangen) im Powiat Szczycieński (Kreis Ortelsburg).

## Geographische Lage
Die Ortsstelle von Przysowy liegt am Omulef-Fluss (polnisch Omulew) in der südlichen Mitte der Woiwodschaft Ermland-Masuren, 21 Kilometer nordöstlich der einstigen Kreisstadt Neidenburg (polnisch Nidzica) bzw. 21 Kilometer südwestlich der späteren Kreismetropole Szczytno (deutsch Ortelsburg). Von Kot (Omulefofen) aus führt ein Landweg zur kaum noch erkennbaren Ortsstelle von Przysowy.

## Geschichte
Omulefmühle (nach 1785 Omulef-Mühle) bestand aus einer Wassermühle und einem Gehöft. In einem Dokument vom 6. April 1742 wurde der Ort erstmals erwähnt, als das Privileg zum Betreiben einer Sägemühle beurkundet wurde. Im Jahre 1752 wurde Gustav Paulini als Besitzer der Mühle genannt. Die Familie Pauline blieb Eigentümer bis zum Jahre 1945. Im Jahre 1817 zählte Omulefmühle 17 Einwohner.
Das „Etablissement Omulefmühle“ wurde 1874 Teil des neu errichteten Amtsbezirks Omulef (polnisch Omulew) im ostpreußischen Kreis Neidenburg und wechselte nach dessen Auflösung 1896 in den Amtsbezirk Kaltenborn (polnisch Zimna Woda). Im Jahre 1910 zählte der „Gutsbezirk Omulefmühle“ 16 Einwohner. Am 30. September 1928 gab der Gutsbezirk Omulefmühle seine Eigenständigkeit auf und wurde in die Landgemeinde Omulefofen (polnisch Kot) eingegliedert.
In Kriegsfolge wurde Omulefmühle 1945 mit dem gesamten südlichen Ostpreußen an Polen überstellt. Der Ort erhielt die polnische Namensform „Przysowy“, wurde aber bereits in den 1950er Jahren nicht mehr erwähnt und gilt – wohl im Ort Kot aufgegangen – als untergegangener Ort innerhalb der Landgemeinde Jedwabno (1938 bis 1945 Gedwangen) im Powiat Szczycieński (Kreis Ortelsburg).

## Kirche
Bis 1945 war Omulefmühle in die evangelische Kirche Malga in der Kirchenprovinz Ostpreußen der Kirche der Altpreußischen Union sowie in die römisch-katholische Pfarrkirche Jedwabno im Bistum Ermland eingepfarrt.